# Шаймуратовский сельсовет
Шаймуратовский сельсовет — муниципальное образование в Кармаскалинском районе Башкортостана.
Административный центр — село Шаймуратово.

## История
Согласно «Закону о границах, статусе и административных центрах муниципальных образований в Республике Башкортостан» имеет статус сельского поселения.

## Население
| 2002  | 2009  | 2010  | 2012  | 2013  | 2014  | 2015  | 2016  | 2017  |
| ----- | ----- | ----- | ----- | ----- | ----- | ----- | ----- | ----- |
| 2037  | ↘1713 | ↗1770 | ↘1730 | ↘1724 | ↘1660 | ↘1645 | ↗1667 | ↘1649 |
| 2018  |       |       |       |       |       |       |       |       |
| ↘1640 |       |       |       |       |       |       |       |       |

## Состав сельского поселения
| № | Населённый пункт | Тип населённого пункта       | Население |
| - | ---------------- | ---------------------------- | --------- |
| 1 | Варшавка         | деревня                      | ↗105      |
| 2 | Грачёвка         | деревня                      | ↗70       |
| 3 | Ильтеряково      | село                         | ↗626      |
| 4 | Новоандреевка    | деревня                      | ↗121      |
| 5 | Таусенгирово     | деревня                      | ↘72       |
| 6 | Шаймуратово      | село, административный центр | ↘776      |

## Исполнительная власть
Администрация сельского поселения Шаймуратовский сельсовет: Россия, 453018, Башкортостан, Кармаскалинский район, с. Шаймуратово, ул. Шаймуратова, д. 44.

## Достопримечательности
- Музей мордовского просветителя А. Ф. Юртова[13][14].
- Памятник М. М. Шаймуратову, автор — скульптор Б. Д. Фузеев.

## Известные уроженцы
- Шаймуратов, Минигали Мингажевич (15 августа 1899 — 23 февраля 1943) — генерал-майор, командир 112-й (16-й гвардейской) Башкирской кавалерийской дивизии.
- Юртов, Авксентий Филиппович (1854-1916) — мордовский просветитель, педагог, автор первого мордовского букваря, исследователь эрзянского и мокшанского языков, этнографии и фольклора.